# Fyr fra taiga
Fyr fra taiga (russisk: Парень из тайги) er en sovjetisk film fra 1941 af Olga Preobrasjenskaja og Ivan Pravov.

## Medvirkende
- Ivan Pereverzev som Stepan Potanin
- Vladimir Gardin som Fjodor Potanin
- Alla Kazanskaja som Galina Polevaja
- Ljudmila Zankovskaja som Njurka
- Rostislav Pljatt som Vaska Sjjerbak